# Kirchheim bei München
Kirchheim bei München är en kommun och ort i Landkreis München i Regierungsbezirk Oberbayern i förbundslandet Bayern i Tyskland.